# Severočeské sdružení obcí
Severočeské sdružení obcí (SESO) je zájmové sdružení v okresu Děčín, okresu Chomutov, okresu Litoměřice, okresu Louny, okresu Most, okresu Teplice a okresu Ústí nad Labem, jeho sídlem je Ústí nad Labem a cílem ochrana zájmů členských obcí. Sdružuje celkem 120 obcí (stav k 1. lednu 2019). Bylo založeno v roce 1993.

## Obce sdružené v mikroregionu
- Benešov nad Ploučnicí
- Bílence
- Bílina
- Bitozeves
- Blatno
- Blažim
- Bohušovice nad Ohří
- Bořislav
- Brandov
- Brodec
- Bříza
- Budyně nad Ohří
- Bynovec
- Bystřany
- Česká Kamenice
- Děčany
- Dlažkovice
- Doksany
- Dolní Poustevna
- Dolní Zálezly
- Domoušice
- Drahobuz
- Dubí
- Františkov nad Ploučnicí
- Habrovany
- Heřmanov
- Hora Svaté Kateřiny
- Horní Habartice
- Horní Jiřetín
- Hoštka
- Hrobčice
- Hřensko
- Hřivice
- Chabařovice
- Chlumčany
- Chotiněves
- Chožov
- Chřibská
- Janov
- Jeníkov
- Jetřichovice
- Jimlín
- Jirkov
- Kamýk
- Keblice
- Krásný Dvůr
- Krupka
- Křesín
- Křešice
- Kunratice
- Kyškovice
- Lahošt
- Lenešice
- Libědice
- Liběšice
- Libotenice
- Libouchec
- Litoměřice
- Louka u Litvínova
- Lužice
- Malečov
- Málkov
- Mariánské Radčice
- Markvartice
- Mašťov
- Měrunice
- Mikulov
- Místo
- Mšené-lázně
- Nepomyšl
- Nezabylice
- Nová Ves v Horách
- Obora
- Ohníč
- Oleško
- Opočno
- Otvice
- Panenský Týnec
- Patokryje
- Peruc
- Petrovice
- Počedělice
- Podbořany
- Povrly
- Přestanov
- Račice
- Radonice
- Radovesice
- Raná
- Ročov
- Ryjice
- Řehlovice
- Siřejovice
- Staňkovice
- Stebno
- Straškov-Vodochody
- Těchlovice
- Telnice
- Terezín
- Tisá
- Travčice
- Trmice
- Úherce
- Újezdeček
- Úpohlavy
- Ústí nad Labem
- Valkeřice
- Velemyšleves
- Velké Žernoseky
- Verneřice
- Vinařice
- Vrbice
- Vrutice
- Výškov
- Zbrašín
- Žabovřesky nad Ohří
- Žalany
- Žatec
- Žerotín
- Žim